# Транспорт в Чехии
Транспорт Чехии представлен автомобильным , железнодорожным , воздушным , водным (речным)  и трубопроводным, в населённых пунктах и в междугородном сообщении действует общественный транспорт пассажирских перевозок. Площадь страны составляет 78 867 км² (116-е место в мире). Форма территории страны — компактная, немного вытянутая в широтном направлении; максимальное расстояние с севера на юг — 270 км, с востока на запад — 470 км. Географическое положение Чехии позволяет стране контролировать сухопутные и воздушные транспортные пути между странами Центральной и Восточной Европы.

## Автомобильный
Общая длина автодорог с твердым покрытием в Чехии, по состоянию на 2012 год, равняется 130 661 км, из которых 730 км скоростных автомагистралей (38-е место в мире).

## Железнодорожный
Общая протяженность железнодорожных путей страны, по состоянию на 2014 год, составила 9 622 км (23-е место в мире), из которых 9519,5 км стандартной 1435 мм колеи (3240,5 км электрифицировано), 102 км узкой 760-мм колеи.

## Воздушный
В стране, по состоянию на 2013 год, действует 128 аэропортов (46-е место в мире), из них 41 с твердым покрытием взлетно-посадочных полос и 87 с грунтовым. Аэропорты страны по протяженности взлетно-посадочных полос распределяются следующим образом (в скобках отдельно количество без твердого покрытия):
- длиннее 10 тыс. футов (>3047 м) — 2 (0);
- от 8 тыс. до 10 тыс. футов (3047-2438 м) — 9 (0);
- от 5 тыс. до 8 тыс. футов (2437—1524 м) — 12 (1);
- от 3 тыс. до 5 тыс. футов (1523—914 м) — 2 (25);
- короче 3 тыс. футов (<914 м) — 16 (61).

В стране, по состоянию на 2015 год, зарегистрировано 4 авиапредприятия, которые оперируют 48 воздушными судами. За 2015 год общий пассажирооборот на внутренних и международных рейсах составил 4,97 млн человек. За 2015 год воздушным транспортом было перевезено 26,6 млн тонно-километров грузов (без учета багажа пассажиров).
В стране, по состоянию на 2013 год, построена и действует 1 вертолетная площадка.
Чехия является членом Международной организации гражданской авиации (ICAO). В соответствии со статьей 20 Чикагской конвенции о международной гражданской авиации 1944 года, Международная организация гражданской авиации для воздушных судов страны, по состоянию на 2016 год, закрепила регистрационный префикс — ОК, основан на радиопозывных, выделенных Международным союзом электросвязи (ITU). Аэропорты Чехии имеют буквенный код ИКАО, что начинается с — LK.

## Водный

### Морской
Морской торговый флот страны, по состоянию на 2010 год, состоял из 1 морского судна с тоннажом больше 1 тыс. регистровых тонн (GRT) (150-е место в мире).
По состоянию на 2010 год, количество морских торговых судов, зарегистрированных под флагами других стран — 1 (Сент-Винсента и Гренадин).

### Речной
Общая длина судоходных участков рек и водных путей, доступных для судов с дедвейтом свыше 500 тонн, в 2010 году составляла 664 км (76-е место в мире). Главные водные транспортные артерии страны: Лаба, Влтава, Одра и ряд искусственных каналов.
Главные речные порты страны: Прага на реке Влтава; Дечин и Усти-над-Лабем на Эльбе.

## Трубопроводный
Общая длина газопроводов в Чехии, по состоянию на 2013 год, составила 7 160 км; нефтепроводов — 536 км; продуктопроводов — 94 км.

## Государственное управление
Государство осуществляет управление транспортной инфраструктурой страны через министерство транспорта. По состоянию на 5 января 2017 года министерство в правительстве Богуслава Соботки возглавлял Дан Ток.